# Pakashtica e Epërme
Pakashtica e Epërme (albanisch auch Pakashticë e Epërme, bis 1999 auch bekannt unter dem Namen Albonë e Epërme; serbisch Горња Пакаштица Gornja Pakaštica) ist ein Dorf im Nordosten des Kosovo. Es liegt in der Gemeinde Podujeva im Bezirk Pristina.

## Geographie

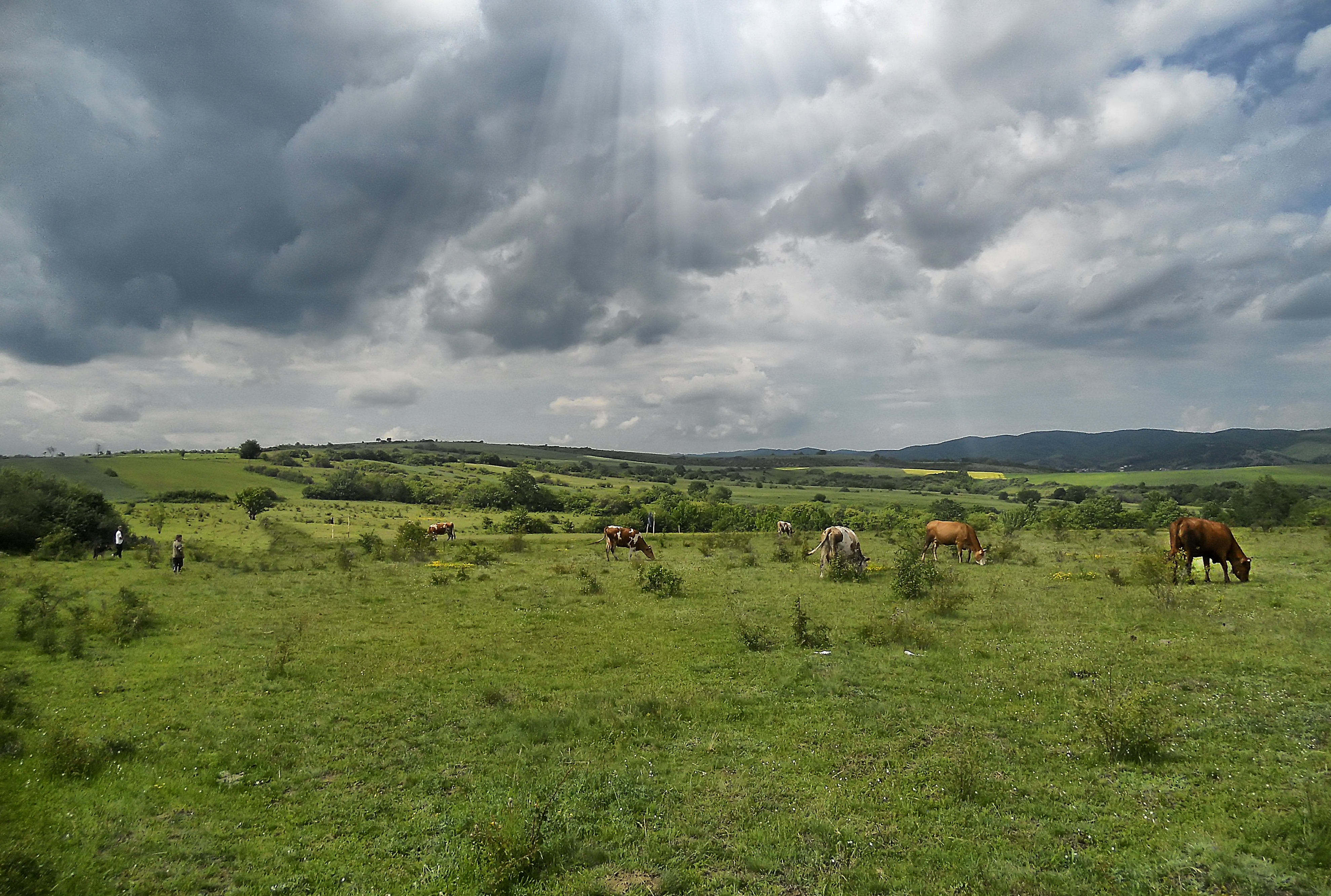
Weide bei Pakashtica

Pakashtica liegt 14 Kilometer von Podujeva entfernt nahe der Grenze zu Serbien. Wegen der hohen Gebirgslandschaft, in der sich die Ortschaft befindet, wird unterschieden zwischen Pakashtica e Epërme („Ober-Pakashtica“) und Pakashtica e Poshtme („Nieder-Pakashtica“).

## Bevölkerung
Laut Volkszählung 2011 hatte Pakashtica e Epërme 732 Einwohner. Alle bezeichneten sich als Albaner.
| Zensus    | 1948 | 1953 | 1961 | 1971 | 1981 | 1991 | 2011 |
| --------- | ---- | ---- | ---- | ---- | ---- | ---- | ---- |
| Einwohner | 573  | 674  | 727  | 701  | 882  | 985  | 732  |

## Persönlichkeiten
- Fatmir Sejdiu (* 1951), ehemaliger Präsident der Republik Kosovo